# Adalbert Resetar
Adalbert Resetar (* 16. März 1950 in Schachendorf) ist ein österreichischer Politiker (ÖVP) und Landwirt. Resetar war von 1996 bis 2004 Abgeordneter zum Burgenländischen Landtag und war Bürgermeister von Schachendorf und Vizepräsident der Burgenländischen Landwirtschaftskammer.

## Leben
Resetar wurde als Sohn des Landwirts Stefan Resetar aus Schachendorf geboren und wuchs mit burgenlandkroatischer Muttersprache auf. Er besuchte nach der Volksschule in Schachendorf die Hauptschule in Rechnitz und erlernte in der Folge den Beruf des Werkzeugmachers und Formenbauers. Nachdem Resetar einige Zeit in seinem erlernten Beruf gearbeitet hatte, wurde er Werkmeister für Maschinenbau und Nebenerwerbslandwirt, bis er 1975 schließlich Vollerwerbslandwirt wurde.
Ab 1987 war Resetar Gemeinderat in Schachendorf und wurde 1990 Bürgermeister der Gemeinde. Mit Ende der Amtsperiode am 1. Oktober 2017 legte er seine Funktion als Bürgermeister zurück. Daneben war er ab 1992 ÖVP-Bauernbundobmann im Bezirk Oberwart und ab 1995 Landesobmann-Stellvertreter im Bauernbund. Zudem übernahm er 1990 die Funktion des zweiten Präsidenten der Burgenländischen Landwirtschaftskammer und vertrat die ÖVP vom 27. Juni 1996 bis zum 26. Mai 2004 im Burgenländischen Landtag. Resetar schied einen Tag vor der Angelobung seiner Ehefrau Michaela Resetar als Landesrätin aus dem burgenländischen Landtag aus. 
Resetar hat mit seiner Ehefrau zwei Kinder.